# Flatflesa fyr
Das Flatflesa fyr ist ein Leuchtfeuer am Lyngværfjorden an der westnorwegischen Küste in der Gemeinde Aukra im Fylke Møre og Romsdal.